# إجازة (قرآن)
الإجازة هي شهادة من الشيخ المجيز للطالب المجاز بأنه قد قرأ عليه القرآن كاملاً غيباً مع التجويد والإتقان والتفريق بين المتشابهات، وأصبح مؤهلاً للإقراء.

## أنواع الإجازة
أنواع الإجازة هي:
1. إجازة برواية واحدة، مثل الإجازة برواية حفص عن عاصم
2. الإجازة في القراءات السبع من طريق الشاطبية
3. الإجازة في القراءات الثلاث المتممة للعشر من طريق الدرة المضية، وتسمى القراءات العشر من طريق الشاطبية والدرة بالعشر الصغرى
4. إجازة في القراءات العشر الكبرى من طريق طيبة النشر

وبالحصول على إجازة من هذه الإجازات يكون القارئ قد اتصل إسناده بالنبي محمد وصار ضمن سلسلة الناقلين للقرآن بالسند المتصل.
وهناك إجازات من نوع آخر كالتي كان يمنحها علماء الحديث لتلاميذهم أو لأقرانهم، وهي تعني الشهادة للمجاز بالتمكن من العلم الذي أجيز فيه وأهليته لتعليم غيره. ولها طرق متعددة يرجع إليها في كتب مصطلح الحديث.

## الحصول على الإجازة
خطوات الحصول على الإجازة في القراءات:
1. حفظ القرآن الكريم حفظاً متقناً.
2. دراسة متن في التجويد، أو كتاب ويفضل منظومة ابن الجزري (المقدمة فيما على قارئ القرآن أن يعلمه).
3. الحصول على إجازة برواية واحدة كرواية حفص أو ورش أو قالون.
4. حفظ متن الشاطبية للقراءات السبع والدرة معه لمن أراد العشر الصغرى. أو حفظ طيبة النشر لمن أراد العشر الكبرى.
5. فهم المتن ودراسته دراسة مستوفية.
6. قراءة ختمة كاملة غيباً على شيخ مجاز، مع العناية بالأوجه المختلفة وتحريراتها، والعناية بربط اختلافات القراء بشواهدها من المتن المعتمد في القراءة.

## وصلات خارجية
- الإجازات القرآنية سؤال وجواب
- ما هي الإجازة في القرآن الكريم؟[وصلة مكسورة]